# كاثرين فروت
كاثرين فروت (بالفرنسية: Catherine Frot)‏ (1 مايو 1956) ممثلة فرنسية. فازت بجائزة سيزار لأفضل ممثلة في عام 2016.

## سيرتها
ولدت الممثلة الفرنسية كاثرين هيلين جيرمان فروت في عام 1 مايو 1956 في الدائرة الثالثة عشرة في باريس (فرنسا). 
ترجع اصول عائلتها إلى مدينة روشيفورت في شارنت ماريتيم (إقليم فرنسي). ولدت لأب يعمل كمهندس، وأم تعمل كاستاذة حسابات مالية. وتنقل كاثرين فروت مع عائلتها في مختلف المدن الفرنسية. 

بدأت كاثرين فروت، في نفس الوقت الذي كانت تدرس فيه بالمدرسة الثانوية، دروساً في كونسيرفاتوار فيرساي، حيث درست هناك الفن. وكانت تشارك في المهرجانات الفنية، مثل مهرجان آفينيون (fetival d'Avignon off)، حيث كان تركيزها في الأول على المسرح. 

## الجوائز
رشحت لجائزة سيزار لأفضل ممثلة مساعدة عام 1986 عن فلم (السلم سي Escalier C) لكنها لم تنال هذه الجائزة سوى عام 1997 حين تحصلت عليها عن دورها المساعد في فلم (شكلاً من العائلة Un air de famille) من إخراج سيدريك كلابيش. وظهرت بدور البطولة لأول مرة عام 1999 في فلم (الهاوية La Dilettante) من إخراج باسكال ثوماس. بعد ذلك تكررت أدوار البطولة التي أبدعت فيها خصوصاً في الأدوار التراجيدية.

## حياتها الأسرية
تزوجت كارين فلوت عام 1987 من ميشيل كوفيلارد، وتبنيا طفلة بأسم (سوزان).

## بعض أعمالها

### في افلام
| سنة  | أعمال     | الدور/الوظيفة      |
| ---- | --------- | ------------------ |
| 2017 | القابلة   | كلير بريتون        |
| 2017 | مومو      | لورانس بيريو       |
| 2016 | لويز شتاءً | لويز الكبيرة (صوت) |
| 2015 | مارجريت   | مارجريت دومونت     |

| سنة  | أعمال           | الدور/الوظيفة |
| ---- | --------------- | ------------- |
| 2009 | النهاية السعيدة | أومبلين       |

## روابط خارجية
- كاثرين فروت على موقع IMDb (الإنجليزية)
- كاثرين فروت على موقع قاعدة بيانات الأفلام العربية
- كاثرين فروت على موقع ألو سيني (الفرنسية)
- كاثرين فروت على موقع ميوزك برينز (الإنجليزية)
- كاثرين فروت على موقع أول موفي (الإنجليزية)
- كاثرين فروت على موقع قاعدة بيانات الأفلام السويدية (السويدية)
- كاثرين فروت على موقع إن إن دي بي (الإنجليزية)
- كاثرين فروت على موقع قاعدة بيانات الفيلم (الإنجليزية)
- كاثرين فروت على موقع كينوبويسك (الروسية)
- (بالفرنسية) كاثرين فروت